# جک کرتیس
جک کرتیس (انگلیسی: Jack Curtis؛ ‏ ۲۸ مهٔ ۱۸۸۰ – ۱۶ مارس ۱۹۵۶) بازیگر اهل ایالات متحده آمریکا بود.
از فیلم‌هایی که وی در آن نقش داشته‌است، می‌توان به نمایش نمایش‌ها، دلیجان، سه پدرخوانده، طمع، در یک شب اتفاق افتاد، مسیر بزرگ و تبعید اشاره کرد.